# Kensuke Nebiki
Kensuke Nebiki (根引 謙介, Nebiki Kensuke) est un footballeur japonais né le 7 septembre 1977.